# هنا اولسين
هنا اولسين (بالإنجليزية: Hanna Olsen)‏ مواليد (23 يونيو1889- 10 يونيو 1990)، مبارزة سويدية شاركت بدورتي الألعاب الاولمبية عاميّ 1924 في باريس و1928 في أمستردام نافست في مسابقة المبارزة بالسيف الطويل، حيث أقصيت في الدور نصف النهائي، وإحتلت المركز الرابع في مجموعتها. بعد أربع سنوات شاركت حنا اولسن في نفس الحدث، ولكن لم تفز في أي مبارزة. ولدت في كارلسكرونا . فازت ست مرات بلقب البطلة الوطنية للسويد في المبارزة بالسيف الطويل فردي السيدات، إذ تمكنت من الفوز باللقب في سنوات 1918، 1919، 1923، 1925، 1926، و 1931.

## وصلات خارجية
- هنا اولسين على موقع اللجنة الأولمبية الدولية (الإنجليزية)
- هنا اولسين على موقع أوليمبيديا (الإنجليزية)
- هنا اولسين على موقع اللجنة الأولمبية السويدية (السويدية)

- معلومات عامة ورياضية عن مشاركات هنا اولسين